# Morbykulturen
Morbykulturen är en kultur som ligger i skarven mellan bronsåldern och järnåldern i sydvästra Finland, Mellansverige, Åland och Lettland. Den har identifierats genom sin keramik. 
Asvakeramik kan karakteriseras som en keramik där strimmig ytbehandling dominerar medan textilkeramik är sällsynt. Många kärl är ornerade med en eller flera rader av gropar. Keramiktypen är vanlig i Estland och i sydvästra Finland där den kallas Morbykeramik. Fynd finns också från Darsgärde i Uppland. Liknande keramik men utan ornering förekommer även i Litauen och Lettland.

## Forskningshistorik
Utgrävningarna i Asva på 1930-talet och de rika fynden av keramik gav ett nytt utgångsläge för forskning om bronsålderns kultur i Estland. R. Indrekos utgrävningsresultat, som publicerades en kort tid studerade främst keramiken översiktligt. Förutom den lokala kamkeramiken med grova tjockväggiga krukor som var en kontrast till skålar och kärl med handtag av fin design. Den yngre keramiken hade en stil och tekniska likheter med östtysk och polsk keramik från de lusatiska och hallstattska kulturerna. 
C. F. Meinander såg i sin doktorsavhandling om Finlands bronsålder 1954 en förmedlande roll för Asvagruppen av keramiska stilar till det finska området, särskilt med impulser från centraleuropeiska Lausitz och nordvästryska kulturströmningar Gorodistse. Indreko betonade Asvakulturens självständiga karaktär och betonade mindre inflytandet från Djakovokulturen i öst. Asva blev ett nyckelbegreppet för den östbaltisk bronsåldern, samtidigt blev stilen mer präglad av sydfinska drag och centralsvenska drag. Andra keramikfynd rapporterades av B Ambrosiani 1959 (Darsgärde) samt Meinander 1969 (Dåvits). V. Lõugas doktorsavhandling från 1970 är en grundlig studie om keramikens kronologi och periodisering under tidig metalltid i nordöstra Östersjön. Hans studier byggde på främst på keramikmaterialet frånbosättningarna i Asva och Ridala, då fynden av keramik från gravar var så fåtaliga. Han studerade stratigrafiska sammanhang på boplatserna samt form och design av keramiken med jämförelser med andra kulturer. Nya undersökningar av bosättningen keramik i Iru gav nytt material. Verner Lang studerade åter materialet 1987-1996.  

## Asvakulturen i Estland
I västra Estland kallas kulturen Asvakulturen och de äldsta fyndplatserna återfinns på Ösel. Asva är en boplats från yngre bronsåldern. Under bronsålderns slutskede var boplatsen omgärdad av en bred stenvall med träpalissad. Innanför vallen fanns spår av rektangulära husgrunder med jord- och lergolv samt nedgrävda härdar. Bland fynden kan nämnas 32 000 keramikkärvor, 800 degel- och gjutformsfragment, olika verktyg av sten samt enstaka fynd av små bronsföremål. Boplatsen var bebodd även under romersk järnålder.
Ben- och hornföremål är vanliga fynd. Den kalkhaltiga jordmånen har bevarat cirka 500 benföremål, exempelvis harpuner, pilspetsar, skedar, knivskaft, nålar, dubbelknappar, verktyg för linberedning.

### Darsgärde och Mellansverige
Under lämningarna från järnåldern hittades en boplats från bronsåldern i Darsgärde. Fynden bestod av cirka 700 krukskärvor, en trasig gjutform för en halsring, en ten av brons, en så kallad mälardalsyxa, flint- och porfyravslag, några flintredskap, knack- och brynstenar samt deglar.
Spåren efter bronsgjutning, gjutformen och deglar, som är det vanligaste fyndet för metallhantverk under bronsåldern. Darsgärde  lämnade ett större fyndmaterial av keramikskärvor. 61% av keramiken hade strimmig yta, oftast med dekor av östlig karaktär, så kallad textilkeramik, vanlig i sydöstra Finland, på gränsen mellan Ryssland och Karelen. Utöver textilkeramiken så har det även påträffats strimmig keramik av typen morbykeramik, med ovala gropar, gropar i grupper, kamavtryck,  tvärsnodd och kattfotsliknande intryck. Keramik liknande den strimmiga textilkeramiken från Darsgärde har hittats vid utgrävningar i Sjöberg och Runsa. Kärlen anses visa på östliga kontakter, men kärlen är dock gjorda med samma teknik och av samma slags gods som den svenska bronsålderskeramiken.Dekorkombinationen grop och hål på rabbad keramik i Mälardalen, förekommer inte söderut i Sverige, Groparna sitter ofta på kärlets hals. Materialet finns också på östra sidan av Östersjön 
Det östliga inflytandet stärks på platsen av fyndet av två herdestavnålar från äldre järnåldern. Den andra herdestavnålen som påträffades på det norra gravfältet i Darsgärde är mindre än den, som påträffades på det södra gravfältet men av samma konstruktion. Den är gjord av en trind ten, något tjockare i ringens överdel. Motsvarigheter till de båda Darsgärdenålarna saknas i det svenska materialet , men nåltypen är mycket vanlig under folkvandringstiden i Finland och Baltikum. Exakta motsvarigheter är mer sällsynta, men finns i samma område och anses tillhöra tiden omkring Kristi födelse samt århundradena därefter.
Paralleller med Asva-keramik görs ofta , men de snöravtryck som ofta förekommer på Darsgärdekeramik, kombinerat med rader av gropar, är ganska atypiskt för den estniska asvagruppen . Detsamma gäller de vinklade kamstämplarna. Jämförbara motiv och kombinationer med snörstämplar finns bara bland keramik från estniska Iru. Reisborgs iakttagelser gör det sannolikt att de östliga drag i keramiken hör till förromerska järnåldern, vilket förklarar bristen på likheter med Asva keramik. V. Lang noterade att Darsgärde-keramik och keramik med kamstämplar från Iru som han daterar till sen förromersk järnålder före 200 f.Kr.. Östsvensk och östbaltisk bronsålderskeramik har setts som lika men Reisborgs undersökning ger fler stilistiska likheter med finsk Morbykeramik.

### Morbykeramik och keramik från  Vanhalinna
Finlands Morby-keramik från sen bronsålder och förromersk järnålder fortsätter traditionen med grov keramik av primitivt gods av Paimio-typ och använder samma dekorativa element det vill säga gropar för dekoration. Ornamenten mönster utvecklas mot en mera arbetad design. Rader av gropar i kärlens kant- och axelparti dominerar mindre och nya motiv förekommer till exempel ovala, vertikala stavavtryck, ibland i rader eller dubbelt/ trippelt. Motivet är sällsynt i Asvakeramik men hittas oftare i keramik från Iru.
Likheter i stil finns mellan Morby och Estlands keramik av Ilmandu-typ, från gravfältet Ilmandu III. Båda har grupper av gropar och skåror. Kärlen har klar S-profil. Rader av gropar och skåror på mynningskanten är utmärkande. Bosättningen vid Iru ger ingen säker datering av keramik med denna typ av dekor. I Finland har den tidigast dateras till period V och VI av bronsåldern genom några gravfynd. 
Fornborgen Vanhalinna i sydvästra Finland grävdes  1957–1975 varvid Asvaliknande keramikfynd hittades. 34 kärlfragment med tunna väggar, starkare profil och dessutom glansiga, alltså fint polerade. Jukka Luoto menade att kvalitet och form påminde om Lusatisk typ av keramik. Profilen har samma knick i profilen som asvaskålarna av B-typerna II, III och IV. Ytbehandlingen och den mörka glansen liknar också den estniska keramiken. Vanhalinna-skålarna dekorativa teknik är densamma. Vid knicken finns en eller två rader vinklade eller horisontella linjer. Detta motiv finns i Asva, Iru och Ridala i Estland. Även fiskbensmönstret återkommer i Vanhalinna. Ett remhandtag i boplatsfynden med sidokanten dekorerad med parallella ringavtryck och samma typ av handtag med dekorerad kant finns i Asva hus F. Kanten på mynningen är dekorerad med rullar på ett finskt kärl. Blan det finare godset från Asva hus E finns likadant ornerade kärl .Fynden från Vanhalinna liknar keramiken från  Asva mest av de finska fynden.